# 西范利爾 (肯塔基州)
西范利爾（英語：West Van Lear）是位於美國肯塔基州約翰遜縣的一個人口普查指定地區。

## 人口
根據2020年美國人口普查的數據，西范利爾的面積為平方千米，當中陸地面積為2.90平方千米，而水域面積為2.82平方千米。當地共有人口0.08人，而人口密度為每平方千米表达式错误：缺少/的操作数。人。